# Raidió na Gaeltachta
RTÉ Raidió na Gaeltachta (pron. ˈɾˠadʲiːoː n̪ˠə ˈɡeːɫ̪t̪ˠəxt̪ˠə), abreujat RnaG, és una emissora de radiodifusió pública en gaèlic irlandès propietat de Raidió Teilifís Éireann. Emet en FM a Irlanda i via satèl·lit i per internet. El 2 d'abril de 2012 va celebrar 40 anys.

## Història
És l'única emissora d'àmbit nacional en gaèlic irlandès a Irlanda. Va començar a emetre el 2 d'abril de 1972 i va ser la segona emissora legal a la República d'Irlanda. Inicialment RnaG transmetia només un grapat d'hores al dia i només estava disponible els tres districtes Gaeltacht més grans, però arran de la posada en marxa de la quarta emissora de ràdio nacional de RTÉ (utilitzada per RTÉ lyric fm), l'emissora va ampliar les emissions a 24 hores l'1 d'octubre de 2001. Les xifres d'oients són difícils d'avaluar, ja que l'estació no fa els pagaments que inclourien la seva cobertura a la llista de la JNLR. S'afirma que, ja que no porta publicitat (és l'única estació de ràdio irlandesa que no en porta) pagar per ser inclosos en una enquesta organitzada principalment per al benefici de la indústria de la publicitat irlandesa seria una pèrdua inútil dels escassos recursos. Hom creu que l'audiència és alta sobretot entre els parlants d'irlandès però el seu atractiu entre els que aprenen l'idioma no és tan alta com TG4 perquè és percebuda com a orientada cap a residents de la Gaeltacht, tot i estar disponible a nivell nacional.
L'emissora es va establir inicialment com a resposta a l'emissora de ràdio pirata Saor Raidió Conamara que va deixar de transmetre un cop ho va fer RnaG.

## Esdeveniments recents
Durant molts anys fou l'únic mitjà de comunicació en irlandès del país. En els darrers anys se li ha unit el servei de televisió Telefís na Gaeilge (TG4), i emissores de ràdio regionals i locals, com l'emissora independent de Dublín Raidió na Life, Raidió Fáilte a Belfast i Raidió Rí-Rá.

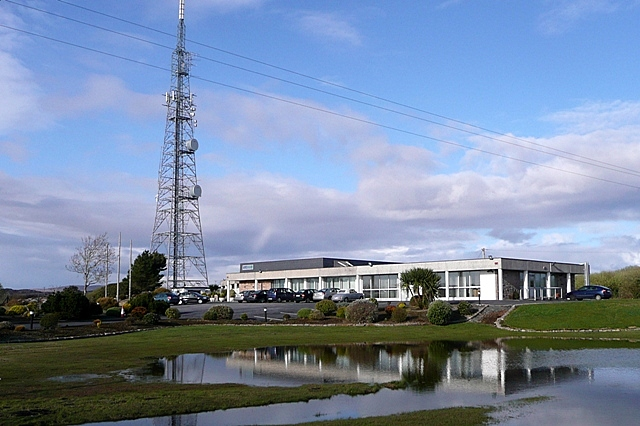
Estació de Raidió na Gaeltachta a Casla, Comtat de Galway.

## Pressupost
L'emissora rep un pressupost total de 10,9 milions d'euros en 2008.

## Localització
RnaG té la seu a Casla, al comtat de Galway. També té estudis a Gaoth Dobhair (Gweedore), al comtat de Donegal; Baile na nGall a Ard na Caithne, al comtat de Kerry; Castlebar, al comtat de Mayo; i el centre de Ràdio de RTÉ a Dublín. L'estació depèn de la RTÉ, però té un consell assessor propi, Comhairle Raidió na Gaeltachta, nomenat per les autoritats de la RTÉ. RTÉ també nomena el Ceannaire (controlador) de RnaG, responsable del manteniment del servei quotidià.

## Audiència
Segons les dades oferides per RTÉ en 2008 RnaG té una audiència total del 0,7% equivalent a 150.000 oients setmanals.

## Programació

### Raidió na Gaeltachta
Notícies: 
- Adhmhaidin - Notícies del matí
- Nuacht a hAon - Notícies a la 1pm
- Nuacht a Sé - Notícies a les 6pm

Varietats:
- An Saol ó Dheas - Vida al sud
- Glór Anoir - Veu de l'est
- Ardtráthnóna - Mig dia
- Rónán Beo @ 3 - Rónán Live @ 3
- Barrscéalta - Titulars
- Iris Aniar - Revista de l'Oest
- Blas - Taste (de BBC Radio Ulster)

Esport:
- Spórt an Lae - Notícies esportives del dia
- Spórt an tSathairn - Dissabte esport
- Spórt an Domhnaigh - Diumenge esport

### Anocht FM
En 2005 es va prendre la decisió de crear una programació per al públic juvenil cada tarda després de les 8pm fins a primeres hores de la matinada.
Alguns dels programes més populars són:
- An Taobh Tuathail - L'antra banda
- Duan Domhnaigh - Diumenge de Duan
- An Ghealach Ghorm - Lluna blava
- Géill Slí - Cedeix el pas
- Tequila Tíre - País Tequila
- Sruth na Maoile - Estrets de Moyle

## Política lingüística en irlandès
El març de 2005, RTÉ va anunciar que RnaG permetria cançons amb lletres en anglès emeses de 21:00 a 01:00, com a part d'una nova cadena de música popular. A l'abril de 2005, es va anunciar que el nom d'aquesta cadena seria Anocht FM (aquesta nit FM). Les nits de la setmana la cadena inclou un nou programa, Géill Slí (Cedeix el pas), així com el més antic An Taobh Tuathail.  Anocht FM també es transmetrà els caps de setmana amb diferents programes. El nou servei va ser llançat el 2 de maig 2005 a les 21:02 hora irlandesa. La primera cançó amb lletra en anglès va jugar va ser Blister in the Sun dels Violent Femmes, elegida per votació popular.